# 無名の海底火山 (イヴホス島)
無名の海底火山 (イヴホス島)(むめいのかいていかざん（イヴホスとう）、英:Unnamed volcano (Ibugos))は、フィリピンのイヴホス島の近くにある海底火山である。

## 位置
ルソン島と台湾の間の、ルソン海峡の内部にある、カガヤン・バレー地方バタネス州の南端、イヴホス島から5キロメートルほど離れたところに位置している。

## 地理的特徴
海面から24メートル下の部分にあり、デケイ火山の3.2キロメートル真西にあたる。
フィリピンの活火山の1つである。

## 噴火
1773年、1850年、1854年に噴火。
1854年以来、噴火の報告はされていない。

## リスト
グローバル火山活動プログラム(GVP)は、名前のない歴史的な活火山として無名の海底火山をリストに入れた 。
それに対し、フィリピン火山地震研究所(PHIVOLCS)は、フィリピンにある活火山を22個リストに入れたが、この無名の海底火山は含まれなかった  。
なお、フィリピンの火山はすべて環太平洋火山帯の部分にある。